# Vladimír Jokl
Vladimír Jokl (* 24. června 1961 Brno) je bývalý český hokejový obránce.

## Hokejová kariéra
V československé lize hrál za TJ Zetor Brno a během povinné vojenské služby za Duklu Jihlava. Odehrál 5 ligových sezón, nastoupil v 56 ligových utkáních, dal 4 ligové góly a měl 6 asistencí. V nižších soutěžích hrál i za Duklu Jihlava „B“, TJ Lokomotiva Ingstav Brno a TJ Meochema Přerov.

## Klubové statistiky
| Sezona    | Klub                       | Soutěž  | Základní část | Základní část | Základní část | Základní část | Základní část |
| Sezona    | Klub                       | Soutěž  | Z             | G             | A             | B             | TM            |
| --------- | -------------------------- | ------- | ------------- | ------------- | ------------- | ------------- | ------------- |
| 1978/1979 | TJ Zetor Brno              | 1. liga | 2             | 0             | 0             | 0             | 0             |
| 1979/1980 | TJ Zetor Brno              | 1. liga | 7             | 0             | 0             | 0             | 6             |
| 1980/1981 | Dukla Jihlava              | 1. liga | 3             | 0             | 1             | 1             | 4             |
| 1980/1981 | Dukla Jihlava „B“          | 2. liga | 22            | 4             | 8             | 12            | 30            |
| 1981/1982 | Dukla Jihlava „B“          | 2. liga | 40            | 3             | 10            | 13            | 26            |
| 1982/1983 | TJ Zetor Brno              | 1. liga | 33            | 2             | 4             | 6             | 34            |
| 1983/1984 | TJ Zetor Brno              | 1. liga | 11            | 2             | 1             | 3             | 12            |
| 1983/1984 | TJ Lokomotiva Ingstav Brno | 2. liga | -             | 2             | -             | -             | -             |
| 1984/1985 | TJ Meochema Přerov         | 2. liga | -             | 3             | -             | -             | -             |
| 1986/1987 | TJ Meochema Přerov         | 3. liga | 26            | 4             | 8             | 12            | 14            |
| 1986/1987 | TJ Meochema Přerov         | 3. liga | 25            | 7             | 6             | 13            | 20            |